# Mistrzostwa Kanady w Skokach Narciarskich 2014
Mistrzostwa Kanady w Skokach Narciarskich 2014 – zawody międzynarodowe o mistrzostwo Kanady rozgrywające się między 28 a 29 marca 2014. W rywalizacji brali udział także zawodnicy ze Szwajcarii. Zawody odbywały się na skoczni Whistler Olympic Park. 
W pierwszym konkursie na skoczni normalnej (28.03.2014) wygrał Gregor Deschwanden ze Szwajcarii. Najlepszym Kanadyjczykiem był Mackenzie Boyd-Clowes, który zajął miejsce drugie. Trzeci był Matthew Rowley. Brązowy medal zdobył ósmy w konkursie Nathaniel Mah. 
Podczas drugiego konkursu na skoczni dużej z powodu złych warunków atmosferycznych rozegrano tylko jedną serię skoków. Wygrał także Gregor Deschwanden, całe podium zapełnili Szwajcarzy. 4. miejsce zajął najlepszy z Kanadyjczyków, Matthew Rowley, srebro zdobył 6. Mackenzie Boyd-Clowes, a brąz 8. Trevor Morrice. 
| Skocznia         | Złoto                 | Srebro                | Brąz            |
| ---------------- | --------------------- | --------------------- | --------------- |
| Mężczyźni HS 106 | Mackenzie Boyd-Clowes | Matthew Rowley        | Nathaniel Mah   |
| Mężczyźni HS 140 | Matthew Rowley        | Mackenzie Boyd-Clowes | Trevor Morrice  |
| Panie HS 106     | Atsuko Tanaka         | Taylor Henrich        | Jasmine Sepandj |
| Panie HS 140     | Atsuko Tanaka         | Taylor Henrich        | Jasmine Sepandj |